# Carlos Sainz Jr.
Carlos Sainz Vázquez de Castro (IPA: [ˈkaɾlos ˈsajnθ ˈβaθkeθ ðe ˈkastɾo], kiejtéseⓘ), becenevén Carlos Sainz Jr. (Madrid, 1994. szeptember 1. –) spanyol autóversenyző, Formula–1-es pilóta, a kétszeres rali-világbajnok Carlos Sainz fia. Jelenleg a Williams pilótája.

## Pályafutása

### A kezdetek
Versenyzői pályafutását gokartozással kezdte. 2008-ban második helyen zárta a spanyol bajnokságot. 2009-ben megnyerte a junior monacói gokart-kupát.

### Formula BMW
2010-ben az EuroInternational csapatával vett részt a Formula BMW bajnokság versenyein, valamint részese lett a Red Bull Junior Team programjának, ami későbbi karrierje szempontjából meghatározó előrelépésnek bizonyult. Az európai Formula BMW-bajnokságban egy, a csendes-óceáni sorozatban két futamgyőzelmet szerzett. Az év végi összesítésben 227 ponttal az európai bajnokság 4. helyén végzett.

### Formula Renault 2.0
Jó eredményeire figyelemmel 2011-re leszerződtették a Formula Renault 2.0 sorozatba, a Koiranen Motorsport istállóhoz. Az Európa-kupában 2. lett, az Észak-európai kupában pedig 20 versenyből 8-at megnyerve bajnok lett.

### Formula–3
2012-ben újabb szintet lépett, és immár a Formula–3-ban versenyezhetett, a Carlin istálló versenyzőjeként. A brit szériában öt futamgyőzelemmel a 6., az Euroseries-ben a 9., a Formula–3 Európa-bajnokságban pedig egy futamgyőzelemmel a 6. helyen végzett.

### GP3
2013-ban a GP3-ban folytatta, az MW Arden csapat tagjaként, és éves összesítésben végül a 10. helyen zárt.

### Formula Renault 3.5
Már 2013-ban elindult a Formula Renault 3.5 bajnokság kilenc futamán a Zeta Corse versenyzőjeként, majd 2014-re a DAMS istállótól kapott szerződést. Ez meghozta az átütő sikert: tizenegy futamból ötöt megnyerve Sainz megnyerte a bajnokságot. Kiváló eredményeinek köszönhetően a Red Bull bejelentette, hogy 2015-től a "fiókcsapat", a Scuderia Toro Rosso egyik autóját ő fogja vezetni.

### Formula–1
2015-ben megkezdődött a spanyol pilóta máig tartó Formula–1-es karrierje.
Az első év még a betanulásról szólt, melynek során a fiatal versenyzőnek mindössze 18 pontot sikerült elérnie, jócskán elmaradva még nála is ifjabb holland csapattársától, Max Verstappentől.
A 2016-os év már sokkal jobban sikerült: 46 pontot gyűjtött össze, a Red Bulltól érkező új csapattársat (a Verstappennel a negyedik futamot követően helyet cserélt, és ezért némiképp demotivált orosz Danyiil Kvjatot) jócskán megelőzve.
2017-et is a Toro Rosso istállónál kezdte meg és igen magabiztos versenyzést mutatott be, ismét jelentősen felülmúlva az orosz teljesítményét. A 16. futam után a Renault-tól kapott szerződésért mégis otthagyta a Toro Rossót, és új autójával már első futamán a 7. helyen végzett. Az éves összesítést a 12. helyen zárta, amivel megelőzte ugyan Renault-s csapattársát, Nico Hülkenberget, ez azonban a Toro Rossótól hozott pontoknak volt köszönhető, az utolsó négy futamon ugyanis Carlos (az említett 7. hellyel) 6, míg Nico 9 pontot gyűjtött össze.
2018-ban a Renault párosa változatlan maradt, Carlos pedig ismét kikapott csapattársától: míg utóbbi 69 ponttal a 7., ő 53 ponttal a 10. helyen végzett.
2019-re át is szerződött a McLaren csapatához, ami igen jó döntésnek bizonyult. Az évadban végig nagyon stabilan versenyzett, sőt a brazil nagydíjon - igaz, Lewis Hamilton öt másodperces büntetése miatt, de - összejött élete első dobogós helyezése is. Az összesítésben nemcsak a "kiscsapatok" versenyzői közül zárt az élen, hanem összetett 6. helyével azt a Pierre Gasly-t is sikerült egy ponttal felülmúlnia, aki az idény első tizenkét versenyén még a Red Bull versenyzője volt.
2020. május 14-én bejelentették, hogy a 2020-as szezon végén távozó Sebastian Vettel helyére leszerződtette a Scuderia Ferrari csapata Charles Leclerc mellé.
2024. február 1-jén bejelentették, hogy Lewis Hamilton veszi át Sainz helyét a Ferrarinál 2025-től, a spanyol pedig távozik a csapattól.
2024. július 26-án bejelentették, hogy 2025-től Logan Sargeant helyét veszi át a Williams Racing-nél.

## Eredményei

### Karrier összefoglaló
| Év   | Bajnokság                         | Csapat                    | Verseny | Pole | Győzelem | Leggyorsabb kör | Dobogós helyezés | Pont  | Helyezés |
| ---- | --------------------------------- | ------------------------- | ------- | ---- | -------- | --------------- | ---------------- | ----- | -------- |
| 2010 | Formula BMW Európa                | EuroInternational         | 16      | 2    | 1        | 2               | 5                | 227   | 4.       |
| 2010 | Formula BMW Pacific               | EuroInternational         | 9       | 3    | 2        | 2               | 5                | —     | HN†      |
| 2010 | Formula Renault 2.0 Európa-kupa   | EPIC Racing               | 4       | 0    | 0        | 0               | 1                | —     | HN†      |
| 2010 | Formula Renault 2.0 Európa-kupa   | Tech 1 Racing             | 4       | 0    | 0        | 0               | 1                | —     | HN†      |
| 2010 | Formula–3 Open Európa-bajnokság   | De Villota Motorsport     | 4       | 0    | 0        | 0               | 1                | —     | HN†      |
| 2010 | Brit Formula Renault Téli sorozat | Koiranen Bros. Motorsport | 2       | 0    | 0        | 0               | 0                | 18    | 18.      |
| 2011 | Formula Renault 2.0 Európa-kupa   | Koiranen Motorsport       | 14      | 4    | 2        | 5               | 10               | 200   | 2.       |
| 2011 | Formula Renault 2.0 NEC           | Koiranen Motorsport       | 20      | 10   | 8        | 12              | 17               | 489   | 1.       |
| 2011 | Formula–3 Euroseries              | Signature Team            | 3       | 0    | 0        | 0               | 0                | —     | HN†      |
| 2011 | Makaói nagydíj                    | Signature Team            | 3       | 0    | 0        | 0               | 0                | —     | 17.      |
| 2012 | Brit Formula–3-as bajnokság       | Carlin                    | 26      | 1    | 5        | 2               | 9                | 224   | 6.       |
| 2012 | Formula–3 Euroseries              | Carlin                    | 24      | 2    | 0        | 0               | 2                | 112   | 9.       |
| 2012 | Formula–3 Európa-bajnokság        | Carlin                    | 20      | 2    | 1        | 1               | 5                | 161   | 5.       |
| 2012 | Masters of Formula–3              | Carlin                    | 1       | 0    | 0        | 0               | 0                | —     | 4.       |
| 2012 | Makaói nagydíj                    | Carlin                    | 3       | 0    | 0        | 0               | 0                | —     | 7.       |
| 2013 | GP3                               | MW Arden                  | 16      | 1    | 0        | 2               | 2                | 66    | 10.      |
| 2013 | Formula Renault 3.5               | Zeta Corse                | 9       | 0    | 0        | 1               | 0                | 22    | 19.      |
| 2014 | Formula Renault 3.5               | DAMS                      | 11      | 6    | 5        | 5               | 5                | 227   | 1.       |
| 2015 | Formula–1                         | Toro Rosso                | 19      | 0    | 0        | 0               | 0                | 18    | 15.      |
| 2016 | Formula–1                         | Toro Rosso                | 21      | 0    | 0        | 0               | 0                | 46    | 12.      |
| 2017 | Formula–1                         | Toro Rosso                | 16      | 0    | 0        | 0               | 0                | 54    | 9.       |
| 2017 | Formula–1                         | Renault                   | 4       | 0    | 0        | 0               | 0                | 54    | 9.       |
| 2018 | Formula–1                         | Renault                   | 21      | 0    | 0        | 0               | 0                | 53    | 10.      |
| 2019 | Formula–1                         | McLaren                   | 21      | 0    | 0        | 0               | 1                | 96    | 6.       |
| 2020 | Formula–1                         | McLaren                   | 17      | 0    | 0        | 1               | 1                | 105   | 7.       |
| 2021 | Formula–1                         | Ferrari                   | 22      | 0    | 0        | 0               | 3                | 164.5 | 5.       |
| 2022 | Formula–1                         | Ferrari                   | 22      | 3    | 1        | 1               | 8                | 246   | 5.       |

* A szezon jelenleg is zajlik.
† Vendégversenyzőként nem részesült bajnoki pontokban.

### Teljes Formula–3 Euroseries eredménysorozata
| Év   | Csapat    | 1       | 2       | 3       | 4       | 5       | 6       | 7         | 8       | 9       | 10       | 11        | 12       | 13      | 14       | 15       | 16       | 17      | 18      | 19       | 20       | 21      | 22       | 23       | 24       | 25       | 26       | 27      | Helyezés | Pontok |
| ---- | --------- | ------- | ------- | ------- | ------- | ------- | ------- | --------- | ------- | ------- | -------- | --------- | -------- | ------- | -------- | -------- | -------- | ------- | ------- | -------- | -------- | ------- | -------- | -------- | -------- | -------- | -------- | ------- | -------- | ------ |
| 2011 | Signature | LEC 1   | LEC 2   | LEC 3   | HOC 1   | HOC 2   | HOC 3   | ZAN 1     | ZAN 2   | ZAN 3   | RBR 1    | RBR 2     | RBR 3    | NOR 1   | NOR 2    | NOR 3    | NÜR 1    | NÜR 2   | NÜR 3   | SIL 1    | SIL 2    | SIL 3   | VAL 1    | VAL 2    | VAL 3    | HOC 1 Ki | HOC 2 Ki | HOC 3 5 | HN†      | 0      |
| 2012 | Carlin    | HOC 1 2 | HOC 2 5 | HOC 3 2 | BRH 1 4 | BRH 2 6 | BRH 3 4 | RBR 1 16† | RBR 2 7 | RBR 3 5 | NOR 1 Ki | NOR 2 25† | NOR 3 19 | NÜR 1 7 | NÜR 2 15 | NÜR 3 10 | ZAN 1 11 | ZAN 2 9 | ZAN 3 5 | VAL 1 Ki | VAL 2 10 | VAL 3 6 | HOC 1 Ki | HOC 2 13 | HOC 3 11 |          |          |         | 9.       | 112    |

### Teljes Formula–3 Európa-bajnokság eredménysorozata
(Táblázat értelmezése)

(Félkövér: pole-pozícióból indult; dőlt: leggyorsabb kört futott) 

| Év   | Csapat          | 1       | 2     | 3       | 4     | 5       | 6       | 7         | 8       | 9        | 10       | 11      | 12      | 13      | 14       | 15       | 16      | 17       | 18      | 19       | 20       | Helyezés | Pont |
| ---- | --------------- | ------- | ----- | ------- | ----- | ------- | ------- | --------- | ------- | -------- | -------- | ------- | ------- | ------- | -------- | -------- | ------- | -------- | ------- | -------- | -------- | -------- | ---- |
| 2012 | Prema Powerteam | HOC 1 2 | HOC 2 | PAU 1 6 | PAU 2 | BRH 1 4 | BRH 1 4 | RBR 1 16† | RBR 2 5 | NOR 1 Ki | NOR 2 19 | SPA 1 3 | SPA 2 1 | NÜR 1 7 | NÜR 2 10 | ZAN 1 11 | ZAN 2 5 | VAL 1 Ki | VAL 2 6 | HOC 1 Ki | HOC 2 11 | 5.       | 161  |

### Teljes Brit Formula–3-as bajnokság eredménysorozata
| Év   | Csapat | 1       | 2       | 3       | 4     | 5       | 6       | 7       | 8       | 9        | 10       | 11    | 12      | 13      | 14       | 15       | 16       | 17       | 18      | 19      | 20      | 21       | 22       | 23      | 24      | 25      | 26      | 27    | 28    | 29    | Helyezés | Pont |
| ---- | ------ | ------- | ------- | ------- | ----- | ------- | ------- | ------- | ------- | -------- | -------- | ----- | ------- | ------- | -------- | -------- | -------- | -------- | ------- | ------- | ------- | -------- | -------- | ------- | ------- | ------- | ------- | ----- | ----- | ----- | -------- | ---- |
| 2012 | Carlin | OUL 1 3 | OUL 2 5 | OUL 3 4 | MNZ 1 | MNZ 2 8 | MNZ 3 1 | PAU 1 6 | PAU 2 1 | ROC 1 10 | ROC 2 12 | ROC 3 | BRH 1 4 | BRH 2 4 | BRH 3 Ki | NOR 1 Ki | NOR 2 25 | NOR 3 19 | SPA 1 2 | SPA 2 T | SPA 3 1 | SNE 1 Ki | SNE 2 11 | SNE 3 1 | SIL 1 2 | SIL 2 7 | SIL 3 5 | DON 1 | DON 2 | DON 3 | 6.       | 224  |

### Teljes GP3-as eredménylistája
| Év   | Csapat   | 1          | 2           | 3         | 4         | 5          | 6          | 7         | 8         | 9         | 10        | 11         | 12         | 13        | 14        | 15          | 16         | Helyezés | Pont |
| ---- | -------- | ---------- | ----------- | --------- | --------- | ---------- | ---------- | --------- | --------- | --------- | --------- | ---------- | ---------- | --------- | --------- | ----------- | ---------- | -------- | ---- |
| 2013 | MW Arden | ESP FEA 15 | ESP FEA Kiz | EUR FEA 5 | EUR SPR 3 | GBR FEA 13 | GBR SPR 13 | GER FEA 6 | GER SPR 5 | HUN FEA 5 | HUN SPR 2 | BEL FEA Ki | BEL SPR 13 | ITA FEA 9 | ITA SPR 9 | UAE FEA Kiz | UAE SPR 18 | 10.      | 66   |

### Teljes Formula Renault 3.5 Series eredménylistája
| Év   | Csapat     | 1        | 2       | 3     | 4       | 5       | 6        | 7         | 8        | 9       | 10    | 11       | 12      | 13       | 14        | 15       | 16       | 17       | Helyezés | Pont |
| ---- | ---------- | -------- | ------- | ----- | ------- | ------- | -------- | --------- | -------- | ------- | ----- | -------- | ------- | -------- | --------- | -------- | -------- | -------- | -------- | ---- |
| 2013 | Zeta Corse | MNZ 1    | MNZ 2   | ARA 1 | ARA 2   | MON 1 6 | SPA 1 Ki | SPA 2 18† | MSC 1    | MSC 2   | RBR 1 | RBR 2    | HUN 1 7 | HUN 2 22 | LEC 1 16† | LEC 2 Ki | CAT 1 Ki | CAT 2 6  | 19.      | 22   |
| 2014 | DAMS       | MNZ 1 18 | MNZ 2 1 | ARA 1 | ARA 2 4 | MON 1 4 | SPA 1    | SPA 2 1   | MSC 1 14 | MSC 2 6 | NÜR 1 | NÜR 2 Ki | HUN 1 4 | HUN 2 6  | LEC 1     | LEC 2 1  | JER 1 15 | JER 2 11 | 1.       | 227  |

† A versenyt nem fejezte be, de helyezését értékelték, mert a versenytáv több, mint 90%-át teljesítette.

### Teljes Formula–1-es eredménysorozata
(Táblázat értelmezése)

(Félkövér: pole-pozícióból indult; dőlt: leggyorsabb kört futott) 

| Év   | Csapat     | 1      | 2       | 3      | 4      | 5     | 6      | 7      | 8      | 9      | 10     | 11     | 12      | 13     | 14     | 15     | 16     | 17      | 18     | 19     | 20     | 21     | 22      | 23    | 24    | Helyezés | Pont  |
| ---- | ---------- | ------ | ------- | ------ | ------ | ----- | ------ | ------ | ------ | ------ | ------ | ------ | ------- | ------ | ------ | ------ | ------ | ------- | ------ | ------ | ------ | ------ | ------- | ----- | ----- | -------- | ----- |
| 2015 | Toro Rosso | AUS 9  | MAL 8   | CHN 13 | BHR Ki | ESP 9 | MON 10 | CAN 12 | AUT Ki | GBR Ki | HUN Ki | BEL Ki | ITA 11  | SIN 9  | JPN 10 | RUS Ki | USA 7  | MEX 13  | BRA Ki | UAE 11 |        |        |         |       |       | 15.      | 18    |
| 2016 | Toro Rosso | AUS 9  | BHR Ki  | CHN 9  | RUS 12 | ESP 6 | MON 8  | CAN 9  | EUR Ki | AUT 8  | GBR 8  | HUN 8  | GER 14  | BEL Ki | ITA 15 | SIN 14 | MAL 11 | JPN 17  | USA 6  | MEX 16 | BRA 6  | UAE Ki |         |       |       | 12.      | 46    |
| 2017 | Toro Rosso | AUS 8  | CHN 7   | BHR Ki | RUS 10 | ESP 7 | MON 6  | CAN Ki | AZE 8  | AUT Ki | GBR Ki | HUN 7  | BEL 10  | ITA 14 | SIN 4  | MAL Ki | JPN Ki |         |        |        |        |        |         |       |       | 9.       | 54    |
| 2017 | Renault    |        |         |        |        |       |        |        |        |        |        |        |         |        |        |        |        | USA 7   | MEX Ki | BRA 11 | UAE Ki |        |         |       |       | 9.       | 54    |
| 2018 | Renault    | AUS 10 | BHR 11  | CHN 9  | AZE 5  | ESP 7 | MON 10 | CAN 8  | FRA 8  | AUT 12 | GBR Ki | GER 12 | HUN 9   | BEL 11 | ITA 8  | SIN 8  | RUS 17 | JPN 10  | USA 7  | MEX Ki | BRA 12 | UAE 6  |         |       |       | 10.      | 53    |
| 2019 | McLaren    | AUS Ki | BHR 19† | CHN 14 | AZE 7  | ESP 8 | MON 6  | CAN 11 | FRA 6  | AUT 8  | GBR 6  | GER 5  | HUN 5   | BEL Ki | ITA Ki | SIN 12 | RUS 6  | JPN 5   | MEX 13 | USA 8  | BRA 3  | UAE 10 |         |       |       | 6.       | 96    |
| 2020 | McLaren    | AUT 5  | STY 9   | HUN 9  | GBR 13 | 70 13 | ESP 6  | BEL Ni | ITA 2  | TOS Ki | RUS Ki | EIF 5  | POR 6   | EMI 7  | TUR 5  | BHR 5  | SAK 4  | UAE 6   |        |        |        |        |         |       |       | 6.       | 105   |
| 2021 | Ferrari    | BHR 8  | EMI 5   | POR 11 | ESP 7  | MON 2 | AZE 8  | FRA 11 | STY 6  | AUT 5  | GBR 6  | HUN 3  | BEL 10‡ | NED 7  | ITA 6  | RUS 3  | TUR 8  | USA 7   | MEX 6  | BRA 6  | QAT 7  | SAU 8  | UAE 3   |       |       | 5.       | 164,5 |
| 2022 | Ferrari    | BHR 2  | SAU 3   | AUS Ki | EMI Ki | MIA 3 | ESP 4  | MON 2  | AZE Ki | CAN 2  | GBR 1  | AUT Ki | FRA 5   | HUN 4  | BEL 3  | NED 8  | ITA 4  | SIN 3   | JPN Ki | USA Ki | MEX 5  | BRA 3  | UAE 4   |       |       | 5.       | 246   |
| 2023 | Ferrari    | BHR 4  | SAU 6   | AUS 12 | AZE 5  | MIA 5 | MON 8  | ESP 5  | CAN 5  | AUT 6  | GBR 10 | HUN 8  | BEL Ki  | NED 5  | ITA 3  | SIN 1  | JPN 6  | QAT Ni  | USA 3  | MEX 4  | BRA 6  | LVS 6  | UAE 18† |       |       | 7.       | 200   |
| 2024 | Ferrari    | BHR 3  | SAU Vi  | AUS 1  | JPN 3  | CHN 5 | MIA 5  | EMI 5  | MON 3  | CAN Ki | ESP 6  | AUT 3  | GBR 5   | HUN 6  | BEL 6  | NED 5  | ITA 4  | AZE 18† | SIN 7  | USA 2  | MEX 1  | BRA Ki | LVS 3   | QAT 6 | UAE 2 | 5.       | 290   |
| 2025 | Williams   | AUS Ki | CHN 10  | JPN 14 | BHR Ki | SAU 8 | MIA 9  | EMI 8  | MON 10 | ESP 14 | CAN 10 | AUT Ni | GBR 12  | BEL 18 | HUN    | NED    | ITA    | AZE     | SIN    | USA    | MEX    | BRA    | LVS     | QAT   | UAE   | 16.*     | 16*   |

* A szezon jelenleg is zajlik.
† A versenyt nem fejezte be, de helyezését értékelték, mert a versenytáv több, mint 90%-át teljesítette.
‡ A versenyt félbeszakították, és mivel nem teljesítették a táv 75%-át, így a szerezhető pontoknak csak a felét kapta meg.

## Külső hivatkozások
- Hivatalos honlapja